# کریستینا بکر
کریستینا بَکِر نویسنده و مجری شبکه تلویزیونی ام تی وی و اهل کشور آلمان است. وی هم‌اکنون ساکن لندن است. بکر تجربیات زندگی اسلامی خود را در کتابی پر فروش (Der Islam als Weg des Herzens: Warum ich Muslima bin) منتشر کرده‌است.